# Oranga blad
Oranga blad är ett studioalbum från 1992 av Tekla. Skivan var hennes debutalbum.

## Låtlista
1. Hjälp mig
2. Jag måste gå nu
3. Vet du vem jag är
4. Jag vill ha barn med dig
5. Vägen tillbaks
6. Tror du jag har glömt bort det
7. Letar efter nån som kan spela gitarr
8. Jag vill att du skall se
9. Vill aldrig bli stor
10. Nånting helt för sig själv
11. Vill du veta hur det känns
12. Oranga blad

## Listplaceringar
| Lista (1992) | Position |
| ------------ | -------- |
| Sverige      | 50       |